# Lac Rosario
Pour les articles homonymes, voir Rosario (homonymie).
Le lac Rosario est un lac argentin d'origine glaciaire situé sur le territoire de la province de Chubut, dans le département de Futaleufú, en Patagonie.

## Géographie
Le lac Rosario s'étend de l'est-sud-est vers l'ouest-nord-ouest sur une longueur de 8,5 kilomètres. Il est situé au sud-est du parc national Los Alerces, entièrement en dehors de son territoire. 
 
À l'inverse des lacs andins situés dans le parc national, tels le lac Futalaufquen, le lac Amutui Quimei ou le lac Menéndez, le lac Rosario se trouve dans la zone de la cordillère des Patagonides, alignement orographique quasi parallèle à la Cordillère des Andes qui, elle, est située à quelques dizaines de kilomètres à l'ouest. 
Cette région déjà proche du plateau desséché de Patagonie centrale est nettement moins arrosée que la région andine, soit en moyenne 600 millimètres de précipitations annuelles. Le lac y recueille les eaux de petits tributaires issus du Cordón La Grasa et de la Sierra Colorada.

## Émissaire
Le río Nantifal (ou Nant y Fal ou encore Nanty Fall) qui se jette dans le río Corintos en rive gauche, au sud de la ville de Trevelín, après un parcours d'une quinzaine de kilomètres en direction du nord-ouest. Ses eaux torrentueuses dévalent de plus de 300 mètres durant ce court trajet, si bien que le Nantifal est doté d'une imposante et fort belle cascade. Son débit moyen est estimé à 2,5 m3/s.

## La forêt
Ses rives sont partiellement couvertes de bois, avant tout de populations de ñires (Nothofagus antarctica), de cyprès de la cordillère (Austrocedrus chilensis) et de maiténs (Maytenus boaria). Mais, non protégée, cette forêt est soumise à une exploitation intense.

## La pêche
Le lac Rosario est bien poissonneux. On peut y pêcher des truites arc-en-ciel de plusieurs kilos.